# Gouvernement Hugues-Bernard Maret
Monarchie de Juillet
Gouvernement Étienne Maurice Gérard Gouvernement Édouard Mortier
Le ministère Maret est le sixième ministère de la monarchie de Juillet, formé le 10 novembre 1834 sous la présidence d'Hugues-Bernard Maret, duc de Bassano (1763-1839), pour succéder au ministère Gérard. Il compte 8 membres. Il démissionne dès le 13 novembre et est remplacé le 18 novembre 1834 : il est, pour cette raison, surnommé « le ministère des trois jours ».

## Constitution
La démission du maréchal Gérard, le 29 octobre 1834, et la démission consécutive de tous les ministres, à l'exception de Persil et de l'amiral Jacob, le 4 novembre, ouvre une très longue crise ministérielle.
Louis-Philippe Ier recherche un président du Conseil qui puisse reprendre l'intégralité du ministère, comme Gérard avait repris le ministère Soult. Il commence par se tourner vers Thiers, mais celui-ci ne peut prendre la prééminence sur Guizot. Le roi s'adresse ensuite à Molé, qui cherche à former un ministère excluant les doctrinaires mais doit constater que c'est impossible.
Le 8 novembre se produit une étrange palinodie : la majorité des ministres, y compris Thiers, semblent lâcher Guizot en proposant au roi de rappeler le maréchal Gérard à la tête d'un ministère dont sortirait Guizot et où le duc de Broglie rentrerait aux Affaires étrangères. Ce deuxième ministère Gérard présenterait à la Chambre un projet de loi d'amnistie pour les insurgés des émeutes d'avril 1834. Cette combinaison échoue, soit parce que le maréchal Gérard, sollicité le 9 novembre, aurait refusé d'y entrer, soit parce que Louis-Philippe l'aurait rejetée, soit persévérant dans son attitude de refus de l'amnistie, soit craignant une évolution trop parlementaire du régime, soit enfin ne voulant pas du retour de Broglie, trop anglophile et susceptible de contrarier ses projets de rapprochement avec l'Autriche en vue de l'établissement matrimonial du Prince royal.
Cet épisode, resté assez mystérieux, met en lumière l'impossibilité de se borner à un aménagement de la combinaison précédente et la nécessité de constituer un ministère entièrement nouveau, avec des hommes neufs, qui trouvera une nouvelle majorité. Le roi en revient alors au premier mouvement de Guizot : un ministère entièrement Tiers Parti. Il engage donc des négociations avec Dupin aîné par l'entremise de Persil. Dupin ne veut pas prendre la présidence du Conseil, mais il sert d'intermédiaire avec ses amis : Maret, duc de Bassano est pressenti pour l'Intérieur, Charles Dupin (Dupin cadet) pour la Marine, Hippolyte Passy pour les Finances. Louis-Philippe voudrait bien ne pas nommer de président du Conseil, mais Dupin cadet et Passy s'y opposent et Maret, se tournant vers le roi : « Vous le voyez, Sire, on veut un président et c'est moi que désignent mes collègues ! » C'est ainsi qu'est entériné un choix qui va immédiatement s'avérer particulièrement malheureux.
Le ministère, constitué officiellement le 10 novembre, est entièrement Tiers Parti. Persil conserve la Justice. Aux Affaires étrangères et à la Guerre, les deux ministères correspondant à ce qu'il considère comme son domaine réservé, Louis-Philippe a imposé deux fidèles obscurs : le comte Bresson et le général-baron Bernard.

## Composition
- Président du Conseil : Hugues-Bernard Maret
- Ministres (8) :
  - Ministre de l'Intérieur : Hugues-Bernard Maret
  - Ministre de la Justice et des Cultes : Jean-Charles Persil
  - Ministre des Affaires étrangères : Charles-Joseph Bresson
  - Ministre de la Guerre : Simon Bernard
  - Ministre des Finances : Hippolyte Passy
  - Ministre de la Marine et Colonies : Charles Dupin
  - Ministre de l'Instruction publique : Jean-Baptiste Teste (par intérim)
  - Ministre du Commerce : Jean-Baptiste Teste

## Fin
L'annonce de la constitution du ministère est accueillie par une véritable tempête. Ses membres sont peu connus, peu considérables, mal assortis les uns avec les autres et mal préparés à leurs attributions ; surtout, son chef, le duc de Bassano, est un homme complètement déconsidéré et perdu de dettes, dont les créanciers font saisir le traitement de ministre sitôt connue sa nomination. Le Journal des débats traite les ministres d'« eunuques », Le Messager des chambres déclare : « Il n'y a plus de ministère. » Et Persil dit à Vatout de ses collègues : « Passez-moi l'expression, ce sont des foireux ! »
Talleyrand – qui avait dit : « Il n'y a en France qu'un seul homme qui soit plus bête que M. Maret et c'est le duc de Bassano ! » – saisit le prétexte de sa nomination et de celle, au ministère des Affaires étrangères, du comte Bresson, jeune diplomate de 36 ans qui avait été son premier secrétaire à Londres en 1830, pour démissionner de son ambassade.
Dès le 13 novembre, les ministres présentent leur démission au roi, d'où le surnom de « ministère des trois jours » attaché à cet épisode. La presse satirique appellera la journée du 13 novembre, « la journée des Dupins » Ce dernier, informé par Vatout, rejette la responsabilité de l'affaire sur le roi : « Voilà ce que c'est que de mettre aux affaires un homme criblé de dettes, de contraintes par corps ! Mais c'est la vanité de vouloir toujours du duc, du de ; eh, foutre ! un duc ruiné vaut moins que le plus mince roturier ! » « C'est un peu fort ! , s'exclame Louis-Philippe quand on lui rapporte le propos. J'ai là sur une liste le nom du duc de Bassano écrit de sa main ! »
Le 18 novembre 1834, le ministère Maret cède officiellement la place au ministère Mortier.

### Sources
- Guy Antonetti, Louis-Philippe, Paris, Fayard, 1994, pp. 727–730
- Benoît Yvert (dir.), Premiers ministres et présidents du Conseil depuis 1815. Histoire et dictionnaire raisonné, Paris, Perrin, 2002 -  (ISBN 2-262-01354-3)